# Gillian Duffy
Gillian Duffy (n. secolul al XX-lea, Salisbury, Anglia, Regatul Unit) este o scriitoare engleză, editoare a revistei New York și câștigătoare în 2015 al premiului James Beard Foundation pentru Food Journalism - Visual Storytelling. S-a născut în Salisbury, Anglia și după ce a locuit în Weston, Connecticut  timp de câțiva ani, acum trăiește în Provence și face naveta până la New York. Crescută într-o fermă din Sussex, își petrecea verile în Franța și cunoaște fluent limba franceză. După terminarea școlii (The Triangle) din Londra, a lucrat în diferite agenții de publicitate „învățând meseria”.
A devenit un cumpărător de arte pentru agenția de publicitate Papert Koenig Lois, iar mai târziu, director al studioului de artă Baird Harris.  S-a căsătorit cu căpitanul David Duffy, care a servit în Onorabila Companie de Artilerie, mai târziu Artileria Regală, în Germania și a călătorit mult în Franța, Italia, Austria și Danemarca. După ce a petrecut un an în Spania și înapoi în Anglia, s-a mutat cu el în Statele Unite în 1978. 
S-a alăturat revistei New York în 1980 și a început scriind despre restaurante și viața de noapte în secțiunea Cue a revistei.  Acum este redactorul culinar al revistei și fondatoarea spectacolul „New York Taste”, precum și „New York Culinary Experience”, pe care le organizează și în ziua de azi. Apare des la televizor și radio. A scris și pentru alte periodice precum Marie Claire și „Departures” și a scris două cărți: Hors d'Oeuvres, Simple, Stylish, Seasonal și New York Cooks. Ea este o susținătoare a organizației de caritatate City Harvest. Restaurantul ei preferat în 2009 era Le Bernardin. În 2015, a fost nominalizată pentru premiul James Beard pentru jurnalism alimentar. Ulterior, i s-a acordat James Beard Award pentru „Visual Story Telling” în aprilie 2015. 